# Републикански път III-801
Републикански път IIІ-801 е третокласен път, част от Републиканската пътна мрежа на България, преминаващ по територията на Софийска и Пазарджишка област. Дължината му е 63,3 km.
Пътят се отклонява наляво при 110,2 km на Републикански път I-8 в центъра на село Вакарел и се насочва на изток-югоизток през най-високите части на Ихтиманска Средна гора. Последователно минава през селата Бузяковци, Джамузовци и Белица, след което навлиза в Пазарджишка област и слиза в долината на река Тополница при „опашката“ на язовир „Тополница“. В село Поибрене пресича реката и се насочва на изток по южните склонове на Същинска Средна гора. Минава през село Оборище и центъра на град Панагюрище и в южната част на град Стрелча се съединява с Републикански път III-606 при неговия 32,8
| Пътища, отклоняващи се надясно (населено място, № на пътя, посока на пътя) | Км   | Пътища, отклоняващи се наляво (посока на пътя, № на пътя, населено място) |
| -------------------------------------------------------------------------- | ---- | ------------------------------------------------------------------------- |
| Община Ихтиман, Софийска област, I-8, 110,2 km, с. Вакарел ←               | 0,0  | ← с. Вакарел, 110,2 km, I-8, Софийска област, Община Ихтиман              |
|                                                                            | 3,6  | → общински път (за с. Мечковци)                                           |
| (за с. Богдановци) общински път ←                                          | 4    |                                                                           |
| (за с. Пановци) общински път ←                                             | 6,4  |                                                                           |
| с. Бузяковци                                                               | 8,4  | с. Бузяковци                                                              |
| с. Джамузовци                                                              | 9,6  | с. Джамузовци                                                             |
|                                                                            | 12,3 | → общински път (за с. Бърдо)                                              |
| (за гр. Ихтиман) общински път, с. Белица ←                                 | 22,6 | с. Белица                                                                 |
| Община Панагюрище, Област Пазарджик                                        | 24,9 | Област Пазарджик, Община Панагюрище                                       |
| с. Поибрене                                                                | 34,1 | ← с. Поибрене, 23,8 km, III-6006 (от 189,2 km на I-6)                     |
| (за с. Нейкьовец) общински път, с. Оборище ←                               | 41,7 | с. Оборище                                                                |
|                                                                            | 44,6 | → общински път (за мест. „Оборище“)                                       |
| (до с. Барутин) II-37, 89 km, гр. Панагюрище ←                             | 51,2 | ← гр. Панагюрище, 89 km, II-37 (от с. Джурово)                            |
| Община Стрелча                                                             | 58,8 | Община Стрелча                                                            |
| (до 47,6 km на II-64) III-606, 32,8 km, гр. Стрелча ←                      | 63,3 | ← гр. Стрелча, 32,8 km, III-606 (от 222,7 km на I-6)                      |